# Nathan Székely
Nathan Székely (Bree, 26 augustus 2001) is een Belgisch wielrenner uit Neeroeteren (Maaseik). Hij rijdt anno 2023 voor de Nederlandse wielerploeg Scorpions Racing Team.

## Carrière
In 2018 en 2019 was hij als junior actief voor Acrog Balen BC en won hij onder meer de wielerklassieker voor junioren Bonheiden-Rijmenam (GP Luc Bemus).
In 2020 en 2021 onderging hij een militaire scholing en werd onderofficier. Op de dag van vandaag combineert hij een job als vliegtuigtechnicus met het wielrennen op Continentaal niveau.
In 2022 won hij GP Juul Marinus en GP Etienne De Wilde voor het clubteam Stageco Cycling Team. In juni 2022 maakte hij zijn profdebuut voor het Ierse profteam EvoPro Racing.

## Wegwielrennen

### Overwinningen en belangrijkste resultaten
2018
1ste plaats Nandrin
2019
3de plaats Clubkampioenschap Leopoldsburg
1ste plaats GP Maarten Wynants Helchteren
1ste plaats GP Luc Bemus Bonheiden-Rijmenam
3de plaats Nieuwerkerken-Wijer
2021
1ste plaats gentlemen koers Grote-Brogel
2022
1ste plaats GP Juul Marinus Zandhoven
1ste plaats GP Etienne De Wilde Laarne
3de plaats provinciaal kampioenschap Limburg Kortessem
2023
3de plaats provinciaal kampioenschap Limburg Kerniel
2de plaats Rapertingen
3de plaats Halen
2de plaats Schwalbe Topcompetitie - Omloop van Valkenswaard

## Ploegen
- 2018  Acrog Balen BC
- 2019  Acrog Balen BC
- 2022  Stageco Cycling Team
- 2022  EvoPro Racing
- 2023  Scorpions Racing Team